# Stade Al Salam
 (mars 2025).
Si vous disposez d'ouvrages ou d'articles de référence ou si vous connaissez des sites web de qualité traitant du thème abordé ici, merci de compléter l'article en donnant les références utiles à sa vérifiabilité et en les liant à la section « Notes et références ».
Le stade Al Salam (en arabe : ستاد السلام) ou Stade de la production militaire (en arabe : ملعب الإنتاج الحربي) est un stade bâti en 2009 au Caire, Égypte. 
Avec une capacité de 30 000 places, il sert de stade à l'équipe professionnelle de football d'Al Entag Al Harby.

## Histoire
Il fut l'un des 7 stades où se jouèrent les matchs de la Coupe du monde de football des moins de 20 ans 2009.

## Événements
- Coupe du monde de football des moins de 20 ans 2009